# Zayyan Ibn Mardanich
Zayyan ibn Mardanich ou Zayán Ibn Mardanix (Onda, ? – †Tunis, 1270) également connu comme Zahén (en espagnol) ou Çaèn (en catalan), fut le dernier roi musulman de Valence après avoir délogé de sa charge de gouverneur l'almohade Zayd Abu Zayd en 1229. À la suite de quoi, celui-ci passa un accord de vasselage avec le roi Jacques Ier d'Aragon; cet accord facilita la conquête du royaume de Valence.

## Biographie
Après avoir été mis en déroute par Jacques Ier à la bataille d' El Puig, Zayyan se réfugia dans la ville de Valence. Ne recevant pas l'aide espérée du sultan de Tunis, il se rendit en 1238. Dans les accords de capitulation passés avec le roi aragonais, Zayyan négocia son départ et celui des siens des terres valenciennes, depuis le port de Cullera, vers Tunis où quelques années plus tard il décèdera.